# Герасим II Паладас
Герасим II Паладас (на гръцки: Γεράσιμος Β' Παλλαδάς, Герасимос II Паладас) е гръцки духовник, александрийски православен патриарх от 1688 до 1710 година.

## Биография
Роден е между 1625 и 1630 г. в Скилундас на остров Крит, в семейството на протопрезвитер Теодорос. Учи на Корфу и във Флангиановия колеж във Венеция, чието притежание по това време е Кандия. Във Венеция изучава гръцки, латински и иврит. Докато е във Венеция, Кандия пада след дълга обсада в ръцете на османските турци и баща му умира. Герасим заминава за Пелопонес, където бягат много от жителите на Кандия и работи като учител. Оттам се преселва в южномакедонския град Костур. Започва работа в костурската митрополия, която по това време е част от Охридската архиепископия, като учител и проповеник. От 1677 е костурски митрополит. В 1686 година е свален от Светия синод на Охридската архиепископия. През май 1686 година е избран за одрински митрополит.
В 1688 година патриарх Партений I Александрийски загива при земетресението в Смирна и Герасим заема александрийския патриаршески престол. Герасим ІІ е плодотворен писател. Влиза в конфликт с вселенския патриарх Гавриил III Константинополски, заради свои обновления в светата литургия при епиклезата.
На 20 януари 1710 година подава оставка поради старост, като сам посочва наследника си Самуил от Хиос. Оттегля се в Света гора, където умира в 1714 година.
На 7 май 2003 година Светият синод на Московската патриаршия го обявява за светец.